# Уачипато
Клуб Депортиво Уачипато (на испански: Club Deportivo Huachipato) е чилийски професионален футболен отбор от Талкауано, регион Биобио. Създаден е на 7 юни 1947 г. Играе в чилийската Примера Дивисион. Двукратен шампион на Чили.

## История
Уачипато е „заводски отбор“ и кръстен на името на местния металургичен комбинат, като думата идва от езика на мапуче и означава „капан за птици“, а емблемата на тима включва огледален образ на емблемата на американския отбор по американски футбол Питсбърг Стийлърс. В първите години след създаването си отборът играе в местни аматьорски първенства, печелейки титлата в Кампеонато Рехионал де Чиле през 1956 и 1964 г. През 1965 г. добива професионален статут и започва да се състезава във втора дивизия, като само един сезон по-късно печели шампионата и промоция за Примера Дивисион. През 1974 г. Уачипато става първият и до 2013 г. единствен шампион от град южно от столицата Сантяго. Оттам идва и един от прякорите на отбора – Южният шампион. От 1979 до 1995 г. клубът се движи между първа и втора дивизия като два пъти печели турнира за купата за втородивизионни отбори. От последното си влизане в елита през 1995 г. той успява да се задържи в Примера Дивисион. В турнира Клаусура през 2012 г. печели втората си шампионска титла, а през сезон 2013/2014 стига до финал за Купата на Чили.

## Известни бивши футболисти
- Алберто Фуию
- Андрес Скоти
- Габриел Сандовал
- Гонсало Хара
- Едио Иностроса
- Ектор Мансия
- Луис Ейсагире
- Родриго Мияр
- Хорхе Варгас

## Успехи
- Примера Дивисион:
  - Шампион (3): 1974, 2012 К, 2023
- Примера Б:
  - Шампион (1): 1966
  - Вицешампион (3): 1965, 1991, 1994
- Копа Чиле:
  - Финалист (1): 2013/2014
- Копа Апертура де ла Сегунда Дивисион:
  - Носител (2): 1979, 1983
- Кампеонато Рехионал де Чиле:
  - Шампион (2): 1956, 1964

## Рекорди
- Най-голяма победа:
  - в Примера Дивисион: 6:0 срещу Депортес Авиасион, 1975 г. и Унион Ла Калера, 2014 К
  - за Купата на Чили: 12:1 срещу Лучадор де Ликан-Рей, 2010 г.
  - в международни турнири: 4:0 срещу Хорхе Вилстерман, 1975 г. и Каракас, 2013 г.
- Най-голяма загуба:
  - в Примера Дивисион: 7:0 срещу Палестино, 1978 г.
  - в международни турнири: 7:2 срещу Унион Еспаньола, 1975
- Най-много поредни победи: 9, 1974 г.
- Най-много мачове в Примера Дивисион: Габриел Сандовал – 323
- Най-много голове в Примера Дивисион: Ектор Мансия – 72